# Liste des seigneurs de Capple
Les Seigneurs de Capple détiennent la seigneurie de même nom située sur la commune actuelle de West-Cappel en Flandre maritime (département du Nord, arrondissement de Dunkerque). Ils se sont distingués au cours de l'histoire, moins pour l'étendue de leur domaine, relativement modeste, que pour les fonctions occupées par nombre de titulaires (baillis ou grands-baillis de villes représentant et rendant la justice au nom des comtes de Flandre, conseillers des ducs de Bourgogne détenteurs du comté de Flandre, gouverneurs de villes) ou pour la notoriété de leur nom comme la maison de Hallwyn ou la famille de Recourt, châtelains de Lens. Ils entretiennent des relations étroites avec la paroisse de West-Cappel, sur laquelle existent plusieurs seigneuries mais dont ils possèdent la principale, et se font notamment souvent inhumer dans l'église du village. Ils sont retrouvés du XIVe siècle à la Révolution française, et ont ainsi duré de l'ordre de 400 ans.

## CanutIerde Capple
Canut Ier de Capple est l'ancêtre de la lignée. Il est seigneur de Capple sans autre renseignement que sa descendance. Il a eu trois enfants :
- Canut II de Capple, qui suit.
- Galopin de Capple marié à Adelyse de la Tour, sans postérité connue.
- Guislain de Capple, fondateur d'une branche cadette, dont une fille Marie de Capple épouse Robrecht de Warhem[4], dont postérité[5],[6].

## Canut II de Capple
Canut II de Capple, est le fils du précédent. De nouveau, les renseignements manquent sur lui. On sait uniquement qu'il est père de Robert de Capple qui suit.
Selon une autre généalogie datant du XVIIe siècle, mais dont l'auteur qui la cite, déclare ne pouvoir certifier son exactitude, Canis ou Canut Ier est père de Guislain, Canis ou Canut II et de Galopin, mais Robert de Capple qui suit serait fils de Guislain, Canis II étant l'auteur d'une branche cadette qui fait postérité avec la famille de Warhem, et Galopin ayant créé une seconde branche cadette.

## Robert de Capple (mort après 1415)
Robert de Capple a pour armoiries  « D'argent à une bande losangée de gueules » ou « D'argent à une bande losangée, composée de cinq losanges de gueules » ou encore  « D'argent à cinq losanges de gueules posés 2,1,2 » , ces descriptions demeurant davantage des nuances que des différences notables
Robert de Capple, 1er seigneur de Capple d'importance, est pour Alexandre Bonvarlet, membre du comité flamand de France, en 1859 « une des notabilités de notre pays à l'époque féodale...un des personnages les plus comptés à la cour ...(des ducs de Bourgogne)...de Philippe le Hardi (Philippe II de Bourgogne) et Jean sans Peur ».
Robert de Capple est donc le fils de Canut II de Capple. Il compte probablement dans sa famille un autre Robert ou Robbin de Capple qui en novembre 1330 déclare tenir en foi et hommage de Robert de Cassel (fils du comte de Flandre Robert III de Flandre, Robert de Cassel a reçu en partage toute la Flandre maritime) un fief de 17 mesures (environ 7 hectares) à Bambecque.
Robert de Capple sert plusieurs comtes de Flandre successifs pendant environ 30 ans (voir ci-dessous charte de 1405 et lettres de 1406).
Robert de Capple, seigneur de Capple, également seigneur de Winghes, occupe successivement différentes fonctions, de plus en plus importantes, en Flandre : bailli (représentant du comte de Flandre) de Terremonde, (sans doute Termonde) en 1386 jusqu'en 1390; grand bailli de Furnes en 1390 jusqu'en 1395; grand bailli d'Ypres en 1396-1397; grand bailli d'Alost en 1399; grand bailli de Bergues-Saint-Winoc de 1399 à 1403 ou 1405; le 2 mai 1407, grand bailli de Bruges et du Franc de Bruges jusqu'en 1411,. En tant que bailli, il rend des comptes pour chacun de ces postes,.
En 1384, le duc de Bourgogne Philippe le Hardi (Philippe II de Bourgogne) devient le nouveau comte de Flandre, du fait de son mariage avec Marguerite III de Flandre, fille et héritière du comte Louis de Male, décédé en début d'année. Il charge Robert de Capple de s'entendre avec les villes et châtellenies de Bergues, Cassel, Bourbourg, Nieuport, Mardick et Gravelines pour entériner ce changement de suzerain.
En 1399, Robert de Capple, en tant que bailli de Bergues, est une des personnes mandatées par le même Philippe le Hardi, pour établir la liste des personnes devant rentes aux briefs de Mardick (devant payer l'impôt sur Mardick).
Il est également en 1405, conseiller et maître d'hôtel (chargé d'organiser le service de bouche et de la « domesticité » du duc de Bourgogne Jean Sans Peur, fils et successeur de Philippe le Hardi, ou encore chambellan du même prince en 1409.
Robert de Capple a épousé Élisabeth Parole, ou Isabelle de Pardes, dite dame de Tourcoing (mais elle ne figure pas a priori parmi les dames ou seigneurs de Tourcoing).
En 1405, Robert et son épouse rédigent une charte en langue française ayant pour objet la fondation d'une chapelle dans l'église paroissiale d' « Arnouts-Capple » appelée « West-Capple (West-Cappel) en le chastelrie de Berghes (châtellenie de Bergues), au diocèse de Terwane (diocèse de Thérouanne) ». Un prêtre est nommé pour desservir cette chapelle. La charte assure le traitement de celui-ci et de ses successeurs, chargés de dire au moins 4 messes par semaine, dont une pour le repos de l'âme des fondateurs, de leurs ancêtres et successeurs. Pour assurer ce traitement, Robert a vendu des terres possédées à Bambecque, Bourbourg, Crochte, Rexpoëde afin de constituer une rente.
Par lettres patentes, données à Gand en 1406, Jean Sans Peur, décharge Robert de Capple du paiement de droits fiscaux sur la rente constituée en raison des bons services rendus par lui non seulement à Jean Sans Peur, mais aussi avant lui à son père Philippe le Hardi  et avant lui au comte de Flandre Louis de Male, mort en 1384. Robert est donc au service de ses suzerains depuis au moins 1384.
Robert de Capple est également l'auteur d'un acte de 1415 reçu par un notaire de Saint-Omer, dans les dépendances de l'abbaye de Saint-Bertin : ce document établi en présence de Robert, rappelle la charte de 1405 et les lettres de 1406. Il est porté à West-Cappel où était restée son épouse afin qu'elle l'approuve. Parmi les témoins de l'accord d'Élisabeth figure son fils Henri de Capple, écuyer.
Robert de Capple a de plus effectué les démarches nécessaires pour que le pape Grégoire XII accorde à l'église de West-Cappel une relique du patron de la paroisse, S. Sylvestre, (Sylvestre Ier) et l'instauration d'une neuvaine annuelle, ce qui amène chaque année de nombreux pèlerins dans l"église et le village.
La chapelle de l'église de West-Cappel contient plusieurs pierres tombales dont celles de Robert de Capple et de son épouse, inhumés ensemble sous un grand marbre.
Les dates de décès de Robert de Capple et de sa femme ne sont pas connues, mais elles sont a priori postérieures à 1415. On sait seulement qu'en 1424, Élisabeth Parole a donné des joyaux à l'église Saint-Donatien de Bruges. On attribue au couple deux enfants :
- Henri de Capple, qui suit.
- Luwine ou Liévine de Capple, épouse de Martin de Visch, qui suit après son frère.

## Henri de Capple
Henri de Capple, fils des précédents, succède à son père dans la seigneurie de Capple. Il meurt probablement jeune et sans descendants : la seigneurie passe à sa sœur et héritière Luwine de Capple.

## Martin de Visch (mort en 1452)
Martin de Visch devient seigneur de Capple du fait de son mariage avec Luwine (ou Jacqueline) de Capple. Il est le 5e fils de Jean de Visch, nommé en 1385 grand bailli de Flandre, poste conservé jusqu'en 1396, et mort en 1413. La seigneurie de Visch se situait près d'Hazebrouck.
Martin de Visch a pour armes « D'argent à deux poissons (barbeaux) de sable, l'écu semé de crois recroisetées et fichées de même ». Il est seigneur de Capple et des Chapelles : ce dernier fief est Cappelle-la-Grande, village dont les armoiries actuelles sont celles de la maison de Visch : « d'argent à deux poissons pâmés, adossés en pal de sable, l'écu semé de croisettes recroisetées, au pied fiché de même et en chef un écusson d'or au chevron de sable ». À l'époque, Cappelle-la-Grande est également appelée « Chapelle Saint-Arembauld ». Il est en outre seigneur de Cokelaere, Aven-Capelle, Oude-Capelle.
Martin de Visch assure lui-aussi la fonction de grand bailli de Bruges et du Franc de Bruges à partir de 1412-1413. Il meurt à Bruges le 27 mars 1452, et est inhumé dans l'église cathédrale, dans le chœur, à côté du grand autel.
Luwine de Capple meurt en 1420. Elle est enterrée dans l'église de West-Cappel sous une sorte de petit mausolée encore visible de nos jours (voir West-Cappel, Section Lieux et monuments pour une description détaillée). (L'inscription de la pierre tombale étant en flamand, une traduction tardive, mais peu crédible donne pour date de sa mort 1454). Sur l'inscription tumulaire, Martin de Visch est appelé « Martins van der Cappellen (des Chapelles) », il est dit mair ce qui est l'équivalent du titre de chevalier. Luwine de Capple a laissé dans les mémoires le souvenir d'une dame très pieuse.

## Jacqueline de Visch
Gauthier de Hallewyn, (ou Hallwin, Hallwyn, Halewyn, ...), dit aussi Gauthier III de Hallewyn, était appelé à devenir seigneur de Capple du fait de son mariage avec Jacqueline de Visch, fille des précédents, mais il va décéder avant son beau-père. Jacqueline de Visch (appelée de Wisch dans le Père Anselme), est héritière de la Capelle (Cappelle-la-Grande) dame de Westcapple (West-Cappel), Aspre, Cocquelaër, Zinghem, Casden et Tourcoing.
La maison de Hallewyn, qui provient d'Hallewyn (Halluin) sera une des grandes maisons de la noblesse française avec son érection en duché pairie en 1587 pour Charles de Hallewyn, seigneur de Piennes (Peene et Piennes). Les armes de cette maison sont « D'argent à trois lions de sable, armés, lampassés et couronnés d'or ».
Gauthier de Hallewyn est le fils de Jean Ier de Hallewyn, seigneur de Hallewyn, Peene (Nordpeene) Tronchiennes, etc. et de Jacqueline de Ghistelles, épousée le 21 décembre 1415, fille de Gérard de Ghistelles, seigneur d'Esclebecque (Esquelbecq), et de Marguerite de Créquy, veuve de Jean de Drincham (seigneurs de Drincham).
Selon le Père Anselme, Gauthier est seigneur de Hallewyn, Velleghem, Lawe ou Lauwe, reçue de sa mère, Roc, Westhove, du Gavre et donc de Capple. Il accompagne en 1419 le duc de Bourgogne (et comte de Flandre) Philippe le Bon lors du voyage vers le roi de France Charles VI à Troyes, est nommé commissaire pour le renouvellement des lois ou de l'échevinage (droit des villes bénéficiant d'une charte d'avoir des échevins) dans les villes de Flandre en 1433, meurt le 8 octobre 1441.
Gauthier de Hallewyn et Jacqueline de Visch ont eu 11 ou 12 enfants, 5 fils et 6 ou 7 filles. Aucun d'entre eux n'est dit seigneur de Capple : la seigneurie de Capple reste dans les mains de leur mère puis est vendue, peut-être parce que tous les fils du couple meurent prématurément avant leur mère. Ils sont cités ci-dessous car leur destinée révèle le rang de la famille dans la noblesse de Flandre.
En 1479, Jacqueline de Visch, qui vit encore alors que ses fils sont décédés, rend après la mort de son fils Jacques le compte de gestion de celui-ci comme grand bailli de Bruges et du Franc. Elle est dite dame de La Chapelle et de Hallewyn.
Parmi les enfants du couple, on distingue :
- Jean II de Hallewyn épouse Jeanne de la Clite, fille de Jean de la Clite,ou Jean de Comines, seigneur de Comines et de Renescure, souverain bailli de Flandre de 1424 à 1436, gouverneur général des terres possédées par le duc de Bar en Flandre, chevalier de la Toison d'Or, châtelain de La-Motte-au-Bois, mort en 1445[26]. Jean de La Clite, chevalier, est le frère de Colard II de la Clite, seigneur de Watten, de Saint-Venant, etc., gouverneur de Cassel en 1429, également souverain bailli de Flandre, et père du célèbre chroniqueur Philippe de Commynes[25]. Jean II de Hallewyn, dont la femme sera après sa mort, dame de Comines et vicomtesse de Nieuport, a été conseiller et chambellan du duc de Bourgogne. En 1470, il est un des 6 représentants de la noblesse aux États de Flandre tenus par le duc de Bourgogne Charles le Téméraire[26]. En 1473, il est nommé à son tour souverain bailli de Flandre mais décède quelques mois plus tard[29]. Ses descendants poursuivent la lignée issue de Canut de Capple mais en n'étant plus seigneurs du lieu[31].
- Antoine de Hallewyn, seigneur de la Chapelle (il s'agit toujours probablement de Cappelle-la-Grande), grand bailli de Bruges et du Franc de Bruges, conseiller et chambellan du duc Charles le Téméraire avec lequel il périt à Nancy le 5 janvier 1477[29].
- François de Hallewyn, tué en 1476 à la bataille de Morat, près de Fribourg[29].
- Jacques de Hallewyn, grand bailli de Bruges et du Franc, mort à la bataille de Guinegatte en 1479[29].
- Josse de Hallewyn, épouse en Hollande, Catherine d'Ossondelt, mariage sans descendants, enterré à La Haye[27].
- Marie de Hallewyn, dame de La Capelle et de Coquelaër, épouse Marc de Montmorency (la maison de Montmorency est une des plus grandes maisons nobles de France), seigneur de Croisilles[27].
- Isabeau de Hallewyn, mariée, selon les sources, à François de Hornes seigneur de Lokeren[29] , ou à X...seigneur de Charley[27].
- Jacqueline et Claire de Hallewyn, abbesses de l'abbaye Sainte Claire de Bruges[27].
- Marguerite, Antoinette et Collette de Hallewyn, religieuses[27].

## Denis de Saint-Omer (mort en 1505)
Denis de Saint-Omer dit de Morbecque, appartient à la maison de Saint-Omer,. Il est seigneur de Capple et d'Hondecoutre. Il est le fils de Josse de Saint-Omer et de Jeanne, dame de Hondecoutre et d'Alembon (seigneurs d'Alembon). Il a épousé Marguerite de Flandres Drincham (seigneurs de Drincham), fille de Simon de Flandres Drincham, seigneur de Bambecque, bailli de Furnes, et de Marguerite de Wissoc, dame de Nieurlet (seigneurie sur la paroisse de Lederzelle). La sœur de Denis, Jossine de Saint-Omer, veuve de Hugues de Montmorency, seigneur de Bours et de Courrières, se remarie avec Jean IV de Flandres Drincham, seigneur de Drincham, qui est le petit-cousin de la femme de Denis.
Denis de Morbecque participe en 1489 au siège de Saint-Omer, mené par Philippe Ier le Beau (héritier de Maximilien Ier, comte de Flandre du fait de son mariage avec Marie de Bourgogne, fille unique du duc Charles le Téméraire) en tant que commandant du corps expéditionnaire avec Charles de Saveuse et Georges de Vertain. Il contribue également à faire rentrer sous l'autorité de son suzerain Bergues, Bourbourg, Gravelines, les châteaux d'Éperlecques et de Ruminghem. Il a été nommé ensuite à la charge de bailli de la ville et de la châtellenie de Furnes, pour laquelle il a effectué des comptes-rendus de sa gestion du 24 janvier 1489 au 2 mars 1491.
Par lettres patentes du 23 février 1489, il est nommé grand bailli de Saint-Omer. En 1490 et 1491, il défend Nieuport avec succès en repoussant les assiégeants. En 1498, Denis de Morbecque est appelé à l'emploi de grand bailli de Gand mais laisse très vite cette fonction du fait de sa nomination en tant que gouverneur de Saint-Omer.
Il est ainsi gouverneur de cette ville lorsque Philippe le Beau y fait son entrée solennelle le 26 mai 1500. Peu de temps après, Denis poursuit son ascension sociale en devenant conseiller et chambellan de ce prince. Dans cette dernière nomination, il est qualifié de chevalier, « haut bailli et capitaine de Saint-Omer, seigneur de Hondecoutre et de Brêmes ».
Denis de Morbecque devient seigneur de Capple par achat. En 1502, Philippe le Beau donne à Malines des lettres patentes en sa faveur. Elles énoncent que la terre de Capple n'était qu'un fief modeste de 54 mesures (environ 24 hectares) sans aucune justice seigneuriale ni château digne de ce nom. Denis de Morbecque souhaite obtenir pour Capple toute la justice seigneuriale comme en dispose le fief d'Ingheshof ou Ingelshof, situé sur Bambecque et appartenant à sa femme. Il a donc présenté une requête dans laquelle il offre de réunir au domaine de Capple 45 mesures (ce qui ferait un total de 99 mesures soit environ 45 hectares) voisines et de faire agrandir et fortifier la maison forte en château.Philippe le Beau accède à sa demande, fait de Capple un fief agrandi mouvant de lui à cause du Peron de Bergues (le Peron de Bergues était une cour féodale relevant directement du comte puis plus tard du roi de France, voir Bergues), accorde toute la justice seigneuriale au fief de Capple, autorise Denis à nommer un bailli avec un lieutenant et un sergent, à y établir une cour d'hommes de fiefs ainsi qu'une loi (charte communale) et un banc d'échevins ou koeurhers. À cette fin, il associe les deux fiefs de Capple et d'Ingelshof pour former cette cour d'hommes de fiefs et ce banc, le fief de Capple étant trop peu peuplé pour y parvenir.
Denis de Morbecque est donc le seigneur qui donne à Capple un visage plus important. Il lance les travaux de construction du château mais meurt peu de temps après, en 1505, et est enterré dans l'église de West-Cappel. Son tombeau de cuivre émaillé a disparu.
Plusieurs armoiries peuvent être retrouvées sur le village de West-Cappel. L'une d'entre elles « Écartelé au 1er et 4e d'azur à la fasce d'or qui est de Saint-Omer, au 2eet 3e d'or, au lion de sable qui est de Flandre, avec un écusson échiqueté d'argent et d'azur qui est de Drincham » est probablement celle de Denis de Morbecque.
Sa veuve, Marguerite de Flandres-Drincham, épouse en secondes noces le 15 septembre 1513, Charles de Hallwyn, seigneur de Nieurlet, bailli de Cassel et gouverneur de Dunkerque. Charles de Hallwyn est le frère de Pierre de Hallwyn, évêque et comte d'Alet (liste des évêques d'Alet). En 1520, Charles-Quint effectue sa première entrée à Dunkerque. Il loge dans une maison qui est la plus grande et la plus commode de la ville, appartenant à Mme de Hondecoutre, veuve de Charles de Hallwyn, donc à Marguerite de Flandres-Drincham. Ce fait donne une idée des moyens dont pouvait disposer cette dernière.
Le couple a eu trois enfants :
- Charles de Saint-Omer, qui suit.
- Barbe de Saint-Omer, épouse François de Recourt, suit après son frère.
- Suzanne de Saint-Omer.

## Charles de Saint-Omer (mort vers 1534)
Charles de Saint-Omer succède à son père dans ses possessions en 1505 et devient ainsi seigneur de Capple.
C'est sous Charles de Saint-Omer qu'est achevée la construction du château entamée par son père. En 1856, date du travail de Louis Cousin, en subsistent deux tourelles, un pont-levis et de larges fossés remplis d'eau. Il semble que le château de la Briarde actuel, profondément remanié au XIXe siècle, sur West-Cappel, soit l'héritier de l'édifice du XVIe siècle. Le château servit plusieurs fois à la défense du pays. Pendant les troubles religieux du XVIe siècle, (furie iconoclaste), l'église de West-Cappel ne fut pas dévastée, contrairement à beaucoup de paroisses ou abbayes voisines comme l'abbaye de Saint-Winoc à Bergues. La raison semble en être dans la présence de la garnison du château de Capple, qui selon une tradition locale, communiquait avec l'église du village, par un souterrain dont la sortie se trouvait près du mausolée de Luwine de Capple. Les tourelles du château ont été abattues pendant la Révolution française puis l'édifice a été remanié pour devenir le château de Briarde évoqué ci-dessus.
Charles embellit également l'église de West-Cappel, en y faisant mettre des vitraux peints, passant pour être parmi les plus beaux de la région, dont il reste encore quelques vestiges, et des verrières, estimées parmi les plus élégantes de la région et dont il demeure des vestiges (voir West-Cappel, section Lieux et monuments).
Charles de Saint-Omer était le neveu d'un oncle homonyme, né à Morbecque, seigneur de Morbecque et grand bailli héréditaire de Saint-Omer, savant naturaliste qui fut le 1er à créer dans le pays un jardin botanique et une collection d'oiseaux
Charles de Saint-Omer meurt peu de temps avant le 27 avril 1534. Il avait pris des dispositions testamentaires en faveur des pauvres de West-Cappel. Il est lui aussi enterré dans l'église de cette paroisse. Il meurt sans héritier direct, ses biens reviennent à sa sœur Barbe de Saint-Omer.

## FrançoisIerde Recourt
François Ier de Recourt, dit de Lens, devient seigneur de Capple de par son mariage avec Barbe de Saint-Omer, dite de Moerbeke, dame de Capple et de Hondecoutre, héritière de Capple après la mort de son frère Charles. Il est seigneur de Recourt et de Camblain (dans le canton d'Houdain). Il est le fils de Jacques de Recourt et de Licques, baron de Licques, châtelain héréditaire de Lens, seigneur de Camblain, chambellan de l'empereur Charles Quint, et de Jeanne du Fay-Chateaurouge.
Armes de la famille de Recourt de Lens : « Écartelé au 1er et au 4e, contr'écartelé d'or et de sable, qui est de Lens, au 2e et au 3e de gueules, à 3 branches de vair, au chef d'or, qui est de Recourt ». La famille de Recourt est une des plus anciennes de l'Artois.
Barbe perd son mari encore jeune, et devient (de nouveau) dame de Capple et douairière de ses possessions. En mars 1536, elle est dénommée Barbe de Saint-Omer, dit de Morbecque, dame de Hondecoustre, Capple, Brêmes, douairière de Recourt, Camblain, etc.
Le couple a eu cinq enfants :
- François II de Recourt qui suit.
- Jeanne de Recourt, religieuse[49].
- Suzanne de Recourt, religieuse[49].
- Jacqueline de Recourt, morte en 1590, épouse Antoine de Sacquépée, chevalier, seigneur de Dixmude, gouverneur de Dunkerque, décédé en 1568, puis François de Montmorency, (maison de Montmorency), seigneur de Wastines, colonel d'un régiment d'infanterie wallonne, gouverneur de Lille, Douai et autres places pendant les troubles des Pays-Bas (guerre de Quatre-Vingts Ans), veuf d'Hélène Villain épousée en 1550, fille du seigneur de Rassenghem, vice-amiral de la mer des Pays-Bas, et dame d'honneur de la reine Marie de Hongrie. Il meurt en 1594 en son château de Berzée[46].
- Françoise de Recourt, femme de François de Wissocq, (famille de Wissocq), seigneur de Tannay[50].

## François II de Recourt (mort le 29 août 1589)
François II de Recourt, fils des précédents, seigneur de Recourt, Camblain, Castelain, Hondecoustre, West-Cappel, Capple, Conteville, Wallon-Cappel par son mariage, etc.François II de Recourt achète la châtellenie de Lens à Philippe de Recourt, son cousin.
En juin 1558, François II de Recourt, présent dans son château de Capple, est sollicité par un échevin de Dunkerque, ville alors espagnole et menacée d'un siège par l'armée du maréchal français Paul de La Barthe de Thermes. On le prie de remplir la fonction de gouverneur en l'absence de son oncle Mr de Nieurlet, titulaire de cet emploi. François II accepte mais arrivé sur place, il réalise le faiblesse des défenses de la ville. Sur les instances du magistrat local, il tente d'améliorer la situation mais le 2 juillet 1558, confirmant ses prévisions, l'armée française prend sans difficulté notoire la ville, y porte la dévastation et l'incendie. L'expédition française se traduit par des ravages dans toute la Flandre maritime et se termine par une défaite lors de la bataille de Gravelines,.
François II de Recourt assiste en 1577 à une réunion de famille : le mariage de Louis de Montmorency avec Jeanne de Saint-Omer, dite de Morbecque, fille du gouverneur d'Aire-sur-la-Lys, et de Jacqueline d'Yve, dame de Souverain Moulin (ancienne seigneurie près de Boulogne-sur-Mer), Wimille, Hesdigneul dans le canton de Samer, Renescure, etc.
Une charte de la même année énumère tous ses titres énoncés ci-dessus. Sa sœur Jacqueline y est dite Madame Jacqueline de Recourt, dame douagère de Dixmude.
Il épouse Isabeau de Saint-Omer, fille unique et héritière de Nicolas de Saint-Omer, seigneur de Wallon-Cappel, et de Jeanne de Schoutete-d'Erp.
François II de Recourt meurt à un âge avancé le 29 août 1589 ayant eu cinq enfants :
- François III de recourt qui suit.
- Philippe de Recourt, moine capucin.
- Louis de Recourt, mort sans avoir été marié.
- Jacqueline de Recourt, dame de Conteville, épouse d'abord Jean de La Barre, seigneur de Moscron (sans doute Mouscron), puis Philippe de Rubempré, comte de Vertain, chevalier de la Toison d'Or, gouverneur capitaine général des châtellenies de Lille, Douai, Orchies, grand veneur du duché de Brabant, mort en 1639.
- Anne de Recourt, mariée à Antoine du Chastel, seigneur de Caurines et de la Howarderie, vicomte de Haubourdin, mort le 15 octobre 1609[55].

## François III de Recourt
François III de Recourt, fils des précédents, châtelain héréditaire de Lens, seigneur de Recourt, Camblain, Capple etc , gouverneur de la ville et du château d'Aire (Aire-sur-la-Lys), épouse en 1604 Anne de Noyelles, fille de Paul de Noyelles, seigneur de Noyelles, Calonne, Strade, Porcy et d'Anne de Cruninghen.
Il vint peu dans son château de Capple malgré les droits honorifiques dont il jouit au XVIIe siècle : quand le seigneur de Capple se présente à l'église de West-Cappel, il est reçu à la porte de l'église par le curé qui lui présente l'eau bénite et il dispose dans l'église d'un banc recouvert d'un tapis. De même, lors des processions, le bailli de la seigneurie de Capple porte la verge de justice derrière le saint-sacrement.
On attribue au couple huit enfants :
- Paul de Recourt et de Lens, se noie à Dangu à l'âge de 18 ans, étant venu faire ses exercices à l'Académie de Paris.
- Philippe de Recourt et de Lens, mort jeune.
- François IV de Recourt qui suit.
- Philippe Charles de Recourt et de Lens, seigneur de Wallon-Cappel, capitaine de chevau-légers, mort en Catalogne pendant la révolte de 1640.

- Charles-Antoine de Recourt, capuçin
- Anne-Marie de Recourt et de Lens, morte en octobre 1682, a été une des dames de l'infante d'Espagne, et a épousé Jean de Velasco, comte de Salazar, gouverneur de la citadelle de Tournai, grand-maître de l'artillerie des Pays-Bas.
- Marie-Françoise de Recourt et de Lens, religieuse chanoinesse de l'abbaye d'Estrun, (près d'Arras)[49].
- Marie-Florence de Recourt et de Lens, religieuse chanoinesse de l'abbaye d'Estrun[49],[55].

## François IV de Recourt (mort vers 1696)
François IV de Recourt, seigneur de Recourt, de Capple, de Wallon-Cappel, etc., châtelain héréditaire de Lens, épouse en premières noces Isabeau-Claire d'Estourmel, morte sans enfants, fille de Robert d'Estourmel, seigneur de Wendeville, (sans doute Vendeville), baron de Doulieux (Le Doulieu?), gouverneur de Bailleul, et de Marguerite de Noyelles, puis convole en secondes noces avec Marie-Florence d'Estourmel, sœur de la précédente, après dispense obtenue.
François IV de Recourt, comme son père, vint peu dans son château de Capple. Il est nommé dans le recueil des arrêts du Parlement de Flandre comme ayant beaucoup de dettes. Du fait de celles-ci, lors d'un procès tenu devant le grand conseil des Pays-Bas à Malines, un arrêt est rendu contre lui le 8 septembre 1655
Les intérêts de la seigneurie sont toutefois défendus : en juillet 1668, les sergents ou huissiers de Bergues se permettent de faire des significations et/ou sommations voire exécutions de justice sur le territoire de la cour de Capple. Les représentants du seigneur portent plainte devant l'intendant de Flandre (liste des intendants de la Flandre maritime) (en 1668, Capple est devenue et définitivement française comme toute la châtellenie de Bergues), lequel rend une ordonnance interdisant aux gens de Bergues d'agir de la sorte, du fait que Capple bénéficie de toute la justice seigneuriale.
François IV de Recourt meurt vers 1696, laissant une succession fort obérée. Ses créanciers font des recours pour obtenir le paiement de ce qui leur est dû. Parmi eux, figure principalement Henri Engelbert d'Oberholzer, seigneur de La Fontaine.

## Marie Remfroy Simone des Prez
Le Parlement de Flandre rend un décret le 9 mars 1700, par lequel madame Marie Remfroy Simone des Prez, douairière de Henri Engelbert d'Oberholzer, est déclarée adjudicataire de la seigneurie de Capple moyennant le versement de 18 000 florins. Pour l'acquérir, la bénéficiaire doit faire en mai 1700 un emprunt de 16 000 livres parisis pour lequel elle hypothèque son nouveau domaine.
Visiblement confiant dans la suite de leurs plaintes, le couple avait fait enregistrer en septembre 1697 ses armoiries (Armes d'Henri : « De gueules à 3 étoiles à 6 rais d'or, rangées en chef et une montagne de 3 coupeaux de sinople, en pointe et un chef d'or, chargé d'un chicot de gueules » ; armes de sa femme « D'argent à 3 roses de gueule, boutonnées d'or et un chef de gueules ») au bureau de Bergues, et Henri Engelbert d'Oberholzer, mort en 1698 a été enterré dans l'église de West-Cappel. Sa tombe était située dans la chapelle de la Vierge Marie entre l'autel et celle de Robert de Capple.
Marie des Prez épouse en secondes noces messire Joseph de Sesmaisons, lequel l'autorise le 4 novembre 1711 à renouveler le bail de la ferme du château de Capple.

## Antoine Ignace d'Oberholzer
Antoine Ignace d'Oberholzer, fils des précédents, reçoit en partage la terre de Capple. Il ne la garde que quelques années et la vend en 1717.

## Laurent MollienIer
Laurent Mollien Ier, gouverneur de la ville de Bourque d'eau, (peut être le bourg d'Ault dans l'arrondissement d'Abbeville) achète la seigneurie en 1717 : le dénombrement en est dressé le 20 novembre 1717, la seigneurie est évaluée à 20 000 florins, argent de Flandre. Il est l'époux de Marie Jacqueline Taverne. Laurent Mollien ou de Mollien, gouverneur de Bourgeau (sic) en Picardie, fait le 20 novembre 1717 acte de foi et hommage à Louis XV pour la seigneurie de Capple en West-Cappel et droits y afférents et celle d'Ingelshof sur Bambecque, Wormhout, Bissezeele, Killem, à cause du peron de sa majesté à Bergues.
Laurent Mollien I est le 4e fils de Gaspard Mollien, mayeur de Calais. La sœur de Laurent, Antoinette, a épousé Roger Hereford, bourgmestre de Dunkerque de 1702 à 1704. Le ministre de Napoléon Nicolas François Mollien serait un descendant d'un de ses frères Nicolas établi en Normandie. L'épouse de Nicolas Mollien est la fille de Nicolas Taverne de Dunkerque ("De sable à un ancre d'argent; écartelé d'or à 5 trèfles de sinople, posés 2,1 et 2").
Le contrat de vente de la seigneurie est passé devant maître Pierre Debaecque, notaire royal à Bergues. Elle consiste alors en un château avec environ 52 mesures de terre, un moulin à vent avec 8 mesures, l'ammanie (subdivision administrative, de justice essentiellement) du village de West-Cappel, plusieurs emphythéoses, une rente de 89 rasières (une rasière vaut environ 70 litres) d'avoine (importante à une époque où on utilise les chevaux qui s'en nourrissent) et d'environ 10 de blé, affectées sur 89 mesures de terre. Elle est toujours tenue de la cour féodale du peron de Bergues, avec foi et hommage, au relief de dix livres parisis. Elle possède toute la justice seigneuriale avec pouvoirs de nomination d'un bailli, 12 échevins, un amman et 4 sergents. Elle possède en outre plusieurs fiefs et arrière-fiefs dont la seigneurie de la Gloriette (située à Brouckerque, auparavant appelée le Thol de Brouckerque),.
Après le décès de Laurent Mollien I, sa veuve, devenue dame de Capple, fait le 19 novembre 1739 une déclaration de foi et hommage au roi.
En septembre 1751, Marie Jacqueline Taverne assiste à une représentation théâtrale en langue flamande de la vie du pape Sylvestre II donnée à West-Cappel. La représentation lui est dédiée : à la « très noble douairière Mme Taverne, dame de Capple » et à Mr Mollien son fils.
Elle décède le 27 janvier 1756.
Le couple a eu deux enfants :
- Laurent Mollien II qui suit.
- Laurence Mollien qui suit après son frère[63].

## Laurent Mollien II (mort en 1765)
Laurent Mollien II succède à sa mère dans la seigneurie de Capple. Il épouse une espagnole Jeanne Surlino. Le couple n'a pas d'enfants. il meurt au château de Capple en 1765 et est inhumé dans le caveau de l'église.

## Laurence Mollien
Laurence Mollien, héritière de son frère, lui succède dans la seigneurie en 1765. Elle est veuve d'Arnould Joseph de Colnet, seigneur de Goutry en 1766. La noblesse de la famille de Colnet a été reconnue par lettres patentes données en 1467 à Bruxelles par Charles le Téméraire. Armes : « D'azur à un faucon d'argent, posé sur une main droite coupée et couchée, le poing fermé de même, le tout acosté de deux branches de fougères au naturel ».
Le 16 janvier 1766, Laurence Mollien fait son rapport au roi Louis XV, son suzerain du fait de la possession du peron de Bergues, en tant que dame de la seigneurie de Capple,.

## Hubert Ignace Félix van Cappel (1741-1818)
Selon un ouvrage du XIXe siècle, consacré, entre autres, à la famille van Cappel, Hubert Ignace Félix van Cappel est un lointain descendant de Robert de Capple, un des premiers seigneurs de Capple ci-dessus. Les van Cappel sont une ancienne famille de la Flandre maritime, armes : « D'hermine, à une fasce de gueules ».
Hubert Ignace Félix van Cappel achète la seigneurie de Capple le 4 octobre 1775. Né à Cassel, paroisse Notre-Dame, le 3 novembre 1741, il est chevalier, vicomte héréditaire de la ville et châtellenie de Bergues-Saint-Winoc, seigneur de Briarde (seigneurie près d'Hazebrouck), Porthove, Spycker, Neufffiefs, Nieuwenheim, West-Cappel, avocat au Parlement de Flandres.
Hubert Ignace Félix van Cappel est le fils de Joseph Ignace van Cappel, chevalier, seigneur de Briaerde, Spycker, Porthove, Neuffiefs, etc., 1er vassal noble de la ville, cour et châtellenie de Cassel, et de Marie Isabelle Delvillar, fille de messire Louis Delvillar, chevalier, vicomte héréditaire des ville et châtellenie de Bergues-Saint-Winoc (ancien nom de Bergues), bourgmestre de la ville de Bergues, de 1723 à 1737.
Mr van Cappel de Briarde rencontre des difficultés avec Mr de Lattre d'Alkerque, seigneur de Bambecque et d'Ingelshof, à propos de leurs droits respectifs sur le fief d'Ingelshof. Une transaction homologuée par le bureau des finances de Lille, sur l'avis du procureur du roi, y met fin.
En vue de l'assemblée de la noblesse de Flandre maritime pour l'élection des députés aux États-généraux de 1789, le 30 mars 1789 à Bailleul, Mr van Cappel de Briarde a donné procuration à Mr Ghys pour le représenter. Son fief de Capple fait partie de ceux de la Flandre maritime valant 3000 livres de revenu en 1789.
Il est seigneur de Capple au moment du décret du 4 août 1790 qui abolit toutes les seigneuries et reste donc comme le dernier seigneur du lieu.
Il revient souvent à West-Cappel lorsque la période de la Terreur (Terreur dans le Nord-Pas-de-Calais) fut passée. Il passe souvent la belle saison dans son château de Capple et séjourne l'hiver à Cassel où il meurt le 18 (ou le 27) mars 1818, sans avoir été marié.